# Завръщане от звездите
„Завръщане от звездите“ (на полски: Powrót z gwiazd) е известен научнофантастичен роман на Станислав Лем, най-известният полски писател на научна фантастика. Написана през 1961, книгата разказва историята на космонавт, който се завръща в своя роден свят, Земята, откривайки, че се е превърнал в напълно различно място, в сравнение с това, което е оставил. Романът се докосва до идеите за алиенацията (отчуждението), културния шок и антиутопията. Книгата е издадена на руски през 1965 г., а на английски през 1980 г. В България книгата е издадена за първи път през 1979 г. от варненското издателство „Георги Бакалов“ под №3 от Поредица „Библиотека Галактика“.

## Сюжет
Внимание:  Текстът по-долу разкрива сюжета на произведението (или части от него)!
Нарацията в романа е поднесена на читателя от първо лице, това на астронавта, който се завръща на родната Земя след мисия в Космоса. Астронавтът Хел Берг се завръща на Земята след експедиция до Арктур, която за него е продължила десет години. Съгласно т.нар. Парадокс на близнаците обаче, на Земята междувременно са изминали 127 години. За това време всичко в живота на планетата се е променило до неузнаваемост: транспортът, облеклото, храната, езикът, обичаите, дори начинът на измерване на времето. След отказ да прекара шест месеца в център за социална адаптация, Берг се впуска в един свят, който не познава. Това което той не разбира веднага е, че се е изменило нещо много по-важно – самата природа на човека.
Година след началото на експедицията, в която Берг участва, учените Бенет, Трималди и Захаров съобщават за своето откритие на начин, по който да бъде отстранена агресията у хората. Така те ще спрат не само да убиват, но и да извършват каквото и да е било насилие. Очаква се бетризацията, както е наречен процесът, да доведе докрай на войните и престъпността. Седемнадесет години по-късно откритието бива официално признато, а прилагането му става задължително. Протестите на онази част от обществото, която не е съгласна с бетризацията, са смазани.
Очакванията на учените се оправдават. Създава се едно съвършено общество, лишено от въоръжени конфликти, диктатура, глад и бедност. Това, което не предвиждат привържениците на бетризацията, е, че лишен от вродената си агресия и завоевателни стремежи, човекът губи желание и стимул за по-нататъшно развитие. Проектите за пътувания в космоса и изследването му са прекратени като опасни по своя авантюризъм. Изкуството, родено от страстите и стремленията на хората, е изоставено, защото вече не съответства на лишения от рискове и бурни емоции живот на новите поколения.
На този фон Хел Берг и останалите астронавти от мисията се чувстват като възкръснали неандерталци, които изпитват натиска на бетризираното общество да се приспособят към него или да останат негови изгнаници. Някои от колегите на Берг отново напускат Земята в надежда, че ще се завърнат след няколкостотин земни години в един по-познат за тях свят. Но Берг, въпреки че отначало също се бунтува срещу новите реалности, постепенно се променя след женитбата си с родената и израснала в бетризираното общество Ери. И той, като останалите, изразява неодобрение към космическите мисии и дори когато разбира, че членовете на неговата експедиция планират полет към съзвездието Стрелец, остава безучастен и може би доволен, че оставя звездите на другите. Но личната драма на Берг е в това, че макар да приема новия си живот, той не може да се отърси от спомените от миналото, когато се е осмелявал да се впуска в неизвестността и да пътува до далечни планети.

## Основни теми в творбата
Романът „Завръщане от звездите“ е смятан за антиутопия, макар и в доста по-смекчен вид от гротескния „Конгрес по футурология“. Сравнен с другите му творби, романът не е толкова песимистичен по отношение на въздействията, които технологичният прогрес оказва върху социокултурното развитие.
Отношението на Станислав Лем към това му произведение е противоречиво. Идеята за „бетризацията“ той намира за интересна, но смята, че я е предал в твърде опростен вид. Авторът споделя, че има и известни резерви спрямо образа на главния герой. Колкото до нерадостната му съдба, Лем твърди, че писателят не може да определя случващото се с персонажите му, понеже то зависи от естествения ход на събитията в творбата.